# جدایل
جدایل (به عربی: جدایل) یک منطقهٔ مسکونی در لبنان است که در استان جبل لبنان واقع شده‌است.

## خصوصیات
جدایل ۲ کیلومترمربع مساحت و ۱٬۵۰۰ نفر جمعیت دارد.